# Formica fossaceps
Formica fossaceps (лат.) — вид муравьёв из группы рыжих лесных муравьёв Formica rufa group (Formica s. str., Formicinae). Ареал — Неарктика.

## Распространение
Северная Америка: Канада, США.

## Описание
Длина 5-8 мм (рабочие 3,70 — 7,71 мм; самки 7,19 — 7,84 мм). От близких видов отличаются мелкими размерами, более блестящей поверхностью тела. 
Окраска рабочих муравьёв двухцветная, голова и грудка рыжеватые, брюшко чёрное (самцы чёрные). Усики 12-члениковые. Нижнечелюстные щупики 6-члениковые, нижнегубные щупики состоят из 4 сегментов. Стебелёк между грудкой и брюшком состоит из одного членика (петиолюс) с вертикальной чешуйкой. На средних и задних ногах по одной простой шпоре. Жало отсутствует.

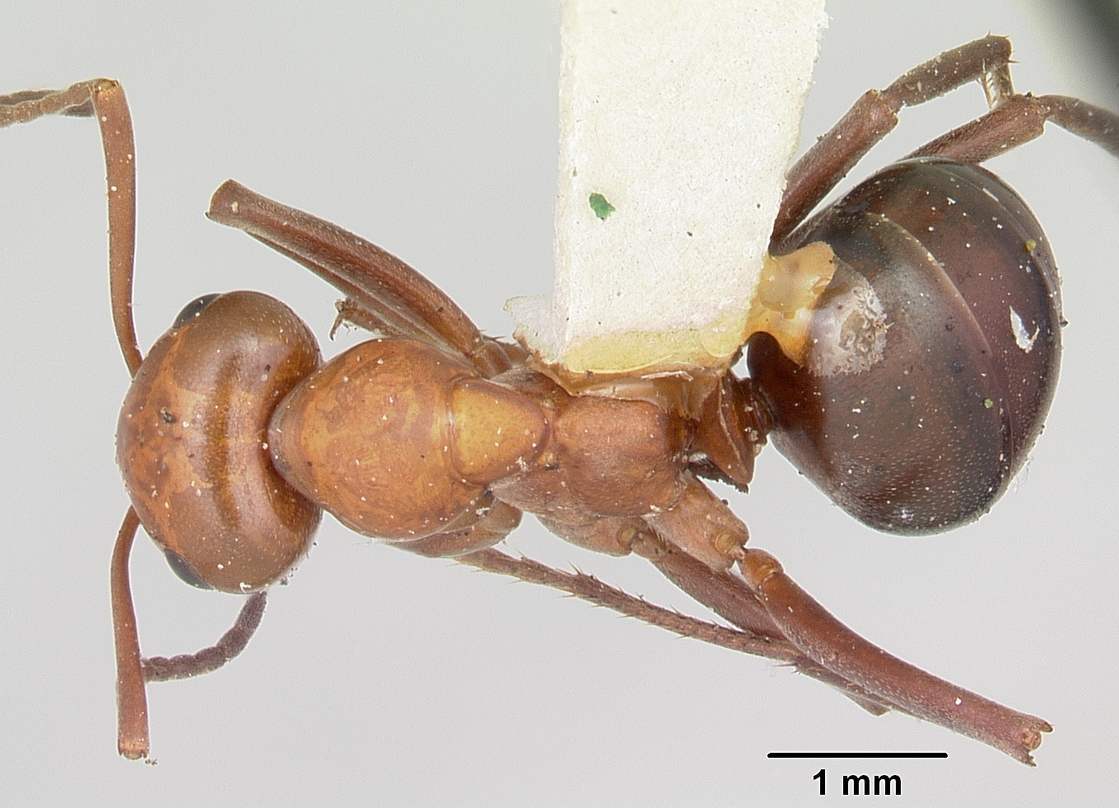
Рабочий сверху
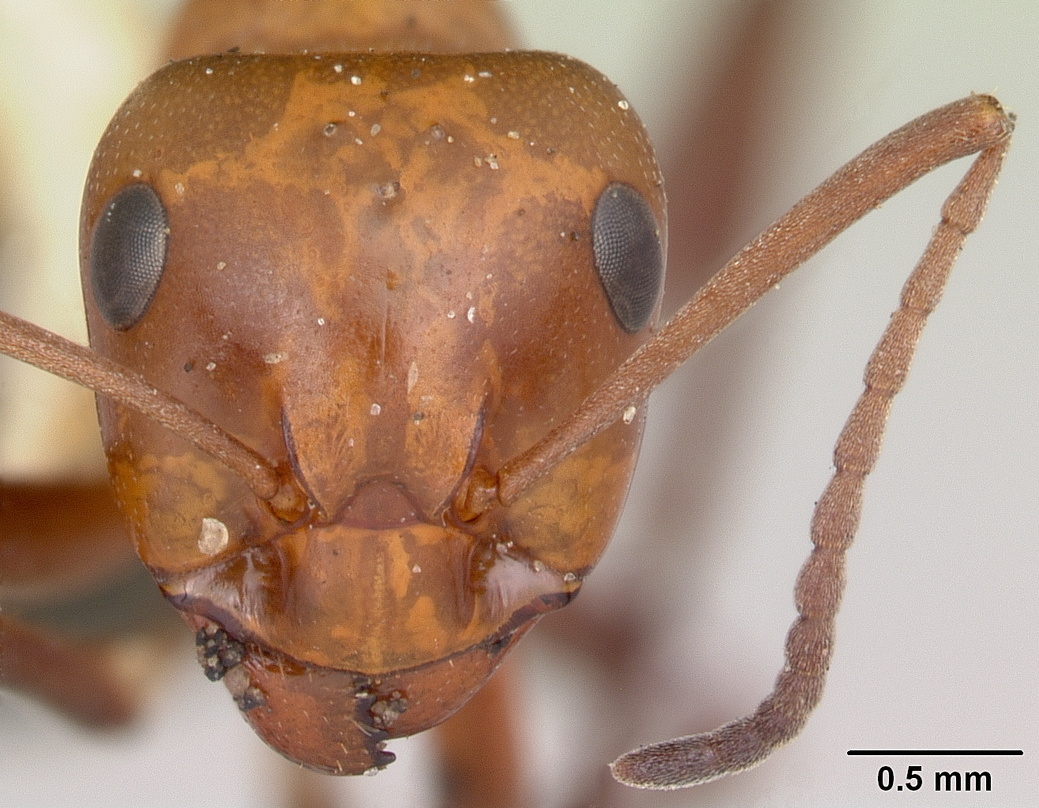
Голова рабочего
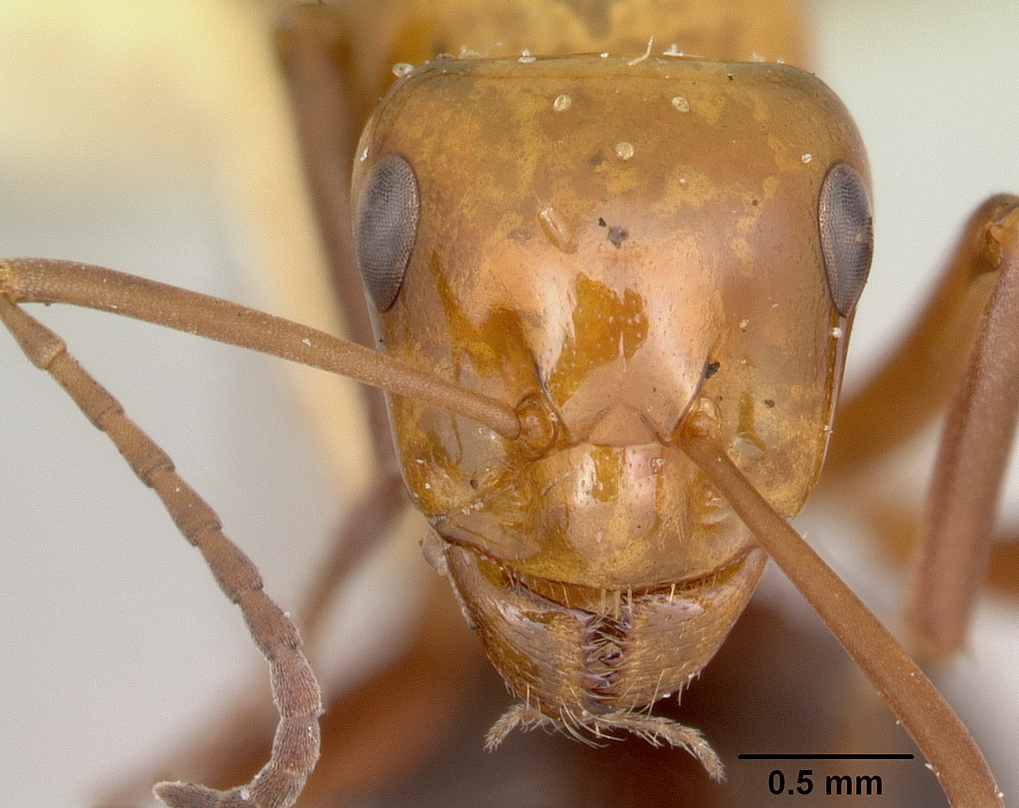
Голова самки
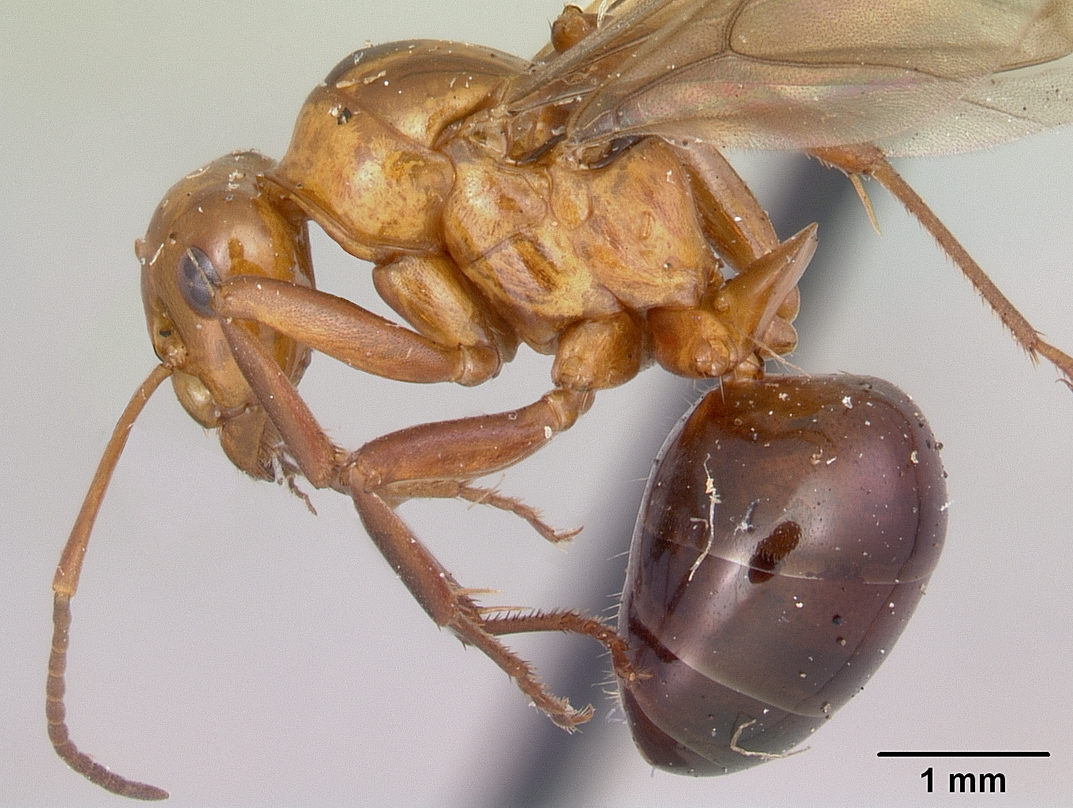
Самка сбоку
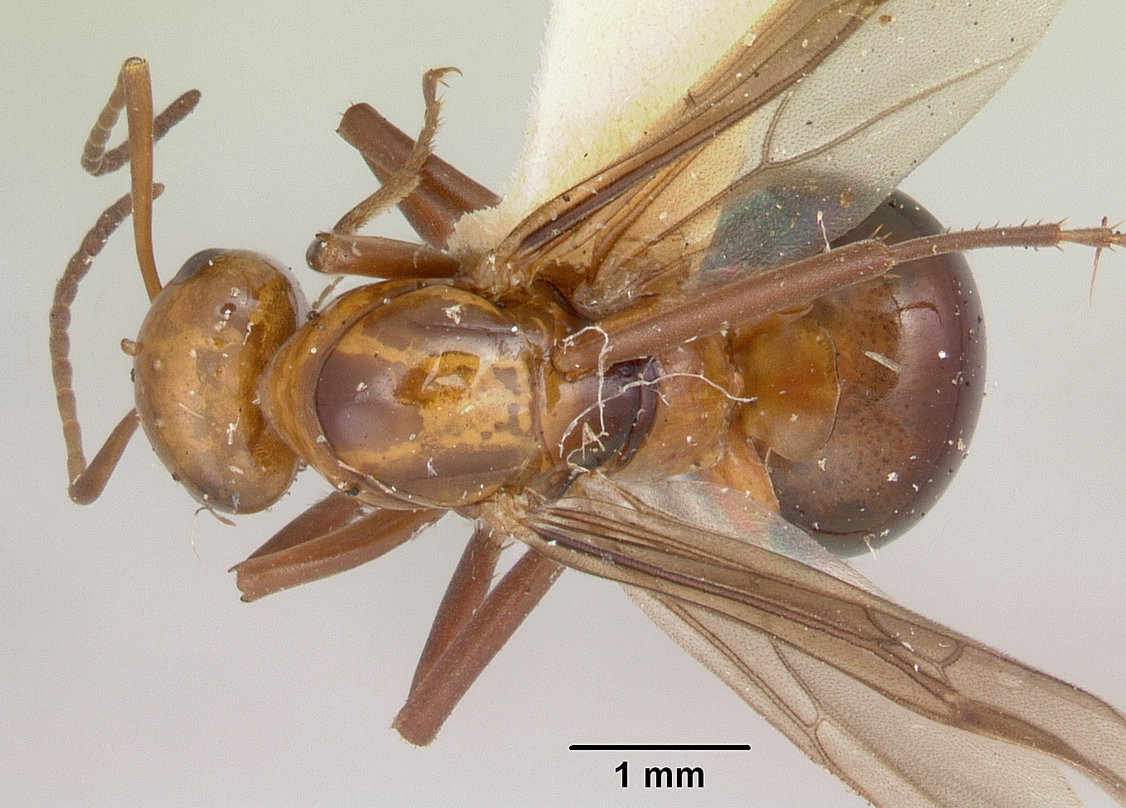
Самка сверху